# Trygonorrhina fasciata
Trygonorrhina fasciata is een vissensoort uit de familie van de Trygonorrhinidae. De wetenschappelijke naam van de soort is voor het eerst geldig gepubliceerd in 1841 door Müller & Henle.